# Wanderson de Paula Sabino
Wanderson de Paula Sabino (Nova Venécia, 22 juni 1977) is een Braziliaans voormalig voetballer die vooral bekend is onder zijn voetbalnaam Somália.
Somália begon zijn loopbaan als aanvaller in 1996 bij América-MG. Hierna speelde hij voor het Sloveense Publikum voor hij in 1999 bij Feyenoord kwam. Hij maakte in Rotterdam niet veel indruk maar scoorde wel een belangrijk doelpunt in de Champions League. In het seizoen 2000/01 werd hij verhuurd aan SBV Excelsior. Hij keerde terug bij América-MG en speelde sindsdien voor AD São Caetano (dat hem verhuurde aan Al-Hilal (Saoedi-Arabië), Goiás EC, Grêmio, Santos FC en het Zuid-Koreaanse Busan I'Park). In 2007 ging hij naar Fluminense FC en sinds 2009 speelde hij voor Clube Náutico Capibaribe. Na een half jaar vertrok hij naar Brasiliense FC. In 2010 speelde hij voor Duque de Caxias FC dat hem in 2011 aan Figueirense FC verhuurde. In 2012 en 2013 kwam hij uit voor Boavista RJ dat hem eerst verhuurde aan AD São Caetano. Vervolgens kwam Somália uit voor Betim EC (2013), Bonsucesso FC (2014), opnieuw Boavista RJ (2014) en Princesa do Solimões EC (2014). In 2015 speelde hij voor America FC. Anno 2017 speelt hij voor América FC (TO). In 2018 speelde hij nog voor Taboão da Serra. Eind 2018 nam hij in het amateurvoetbal nog deel aan de Copa Itatiaia voor de regio Novo Cristinade (Betim) namens União uit Bonfim (Minas Gerais).

## Erelijst
Feyenoord
- Eredivisie: 1999
- Nederlandse Super Cup: 1999

America-RJ
- Campeonato Carioca Série B: 2015